# Ořechov (okres Žďár nad Sázavou)
Ořechov (německy Orzechow) je obec v okrese Žďár nad Sázavou v Kraji Vysočina. Žije zde 345 obyvatel.
Obcí prochází silnice I/37 a železniční trať Brno – Havlíčkův Brod, na které je zřízena zastávka Ořechov.

## Historie
První písemná zmínka o obci pochází z roku 1366.
Obec v roce 2011 obdržela získala ocenění diplom za oživlé památky v soutěži Vesnice Vysočiny. V roce 2012 obdržela ve stejné soutěži hnědý diplom za vzorné vedení kroniky. V roce 2013 obdržela ocenění bílá stuha za činnost mládeže. Obec v roce 2014 získala Zlatou stuhu a titul Vesnice Vysočiny 2014, a druhé místo v celostátním kole soutěže Vesnice roku.

## Obyvatelstvo
| Rok            | 1869 | 1880 | 1890 | 1900 | 1910 | 1921 | 1930 | 1950 | 1961 | 1970 | 1980 | 1991 | 2001 | 2013 |
| Počet obyvatel | 474  | 505  | 428  | 463  | 449  | 458  | 426  | 424  | 427  | 398  | 346  | 321  | 310  | 316  |

## Školství
- Mateřská škola Ořechov

## Části obce
- Ořechov
- Ronov

## Galerie

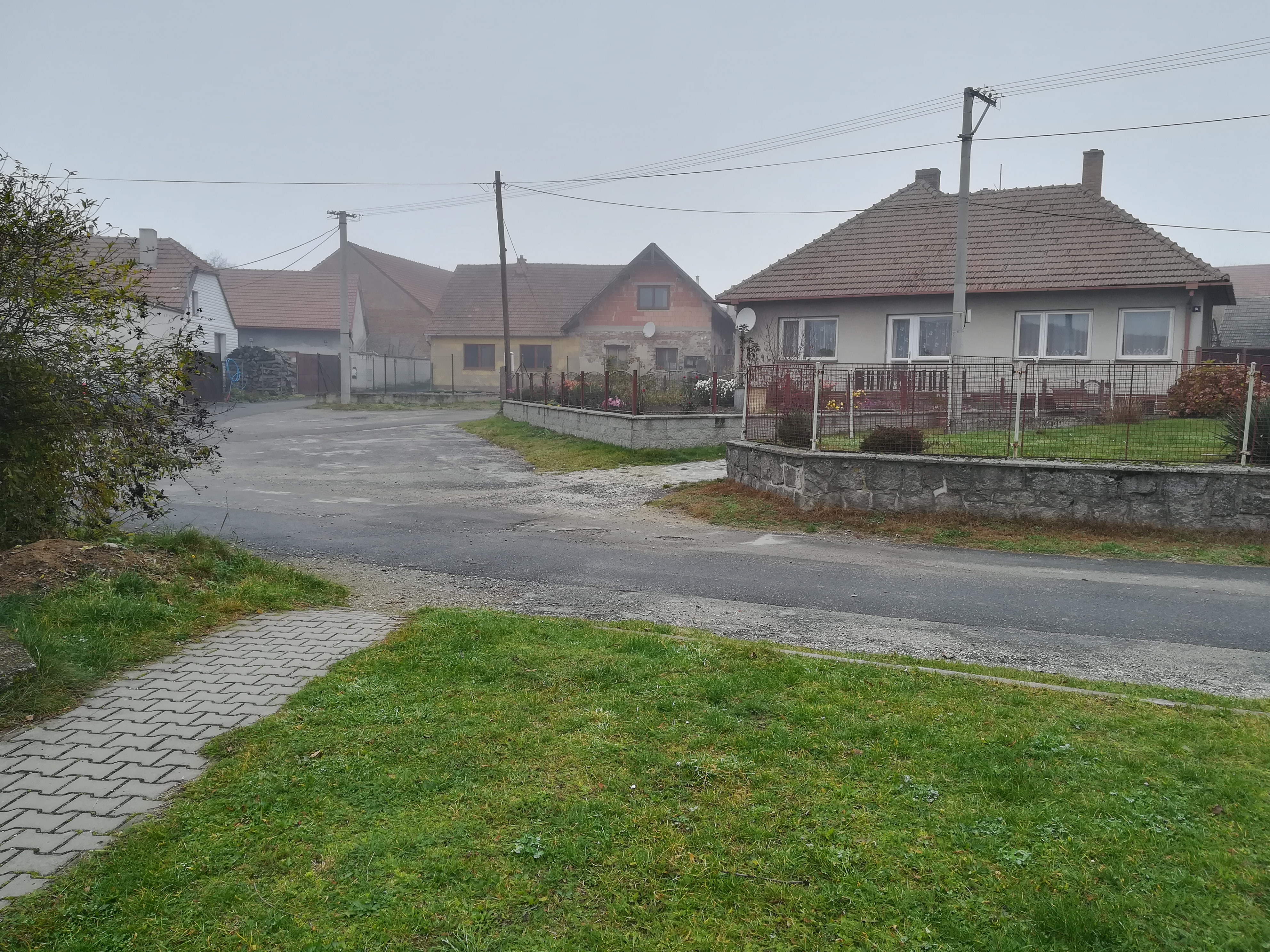
náves
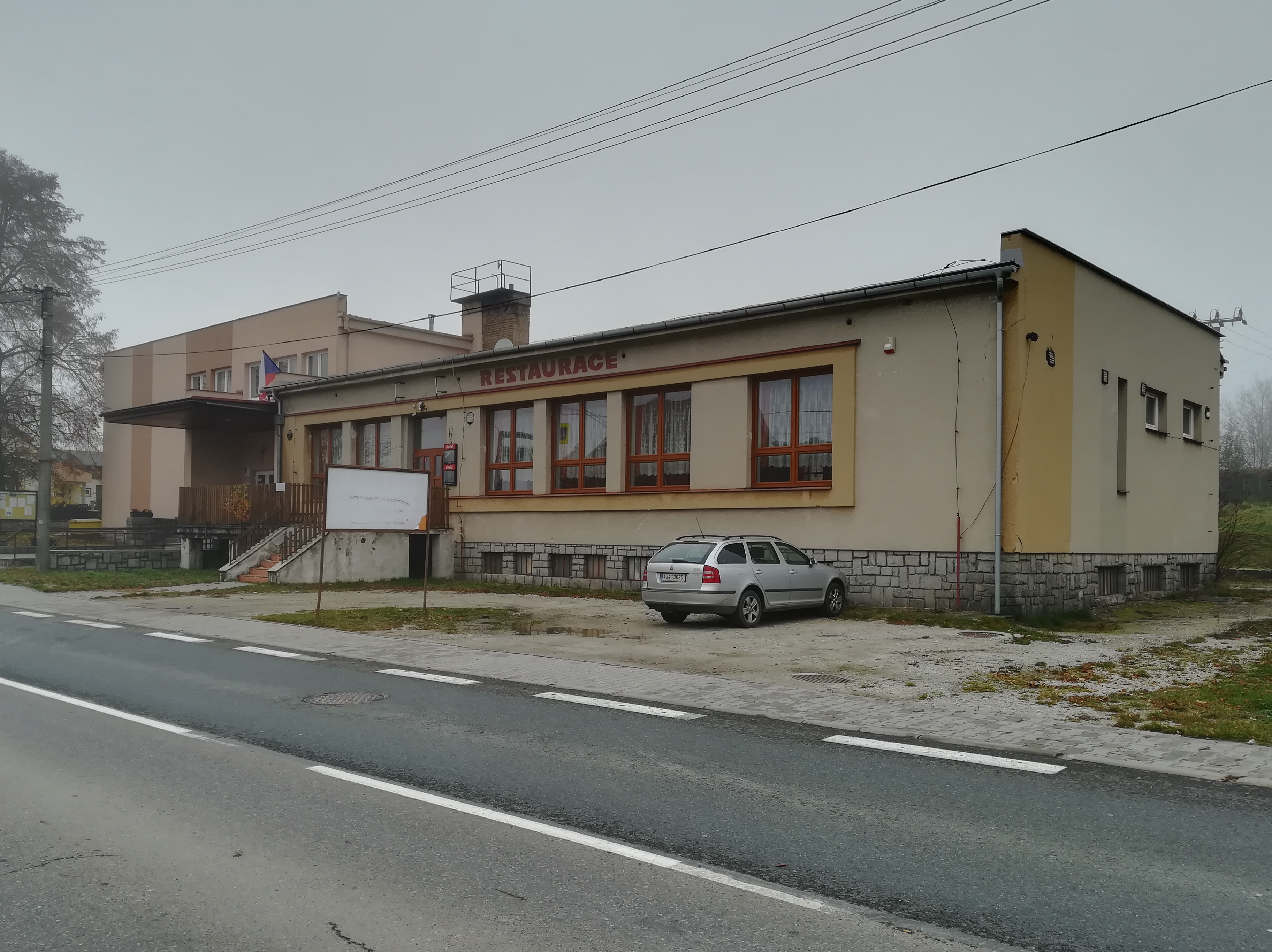
obecní úřad a bývalá restaurace
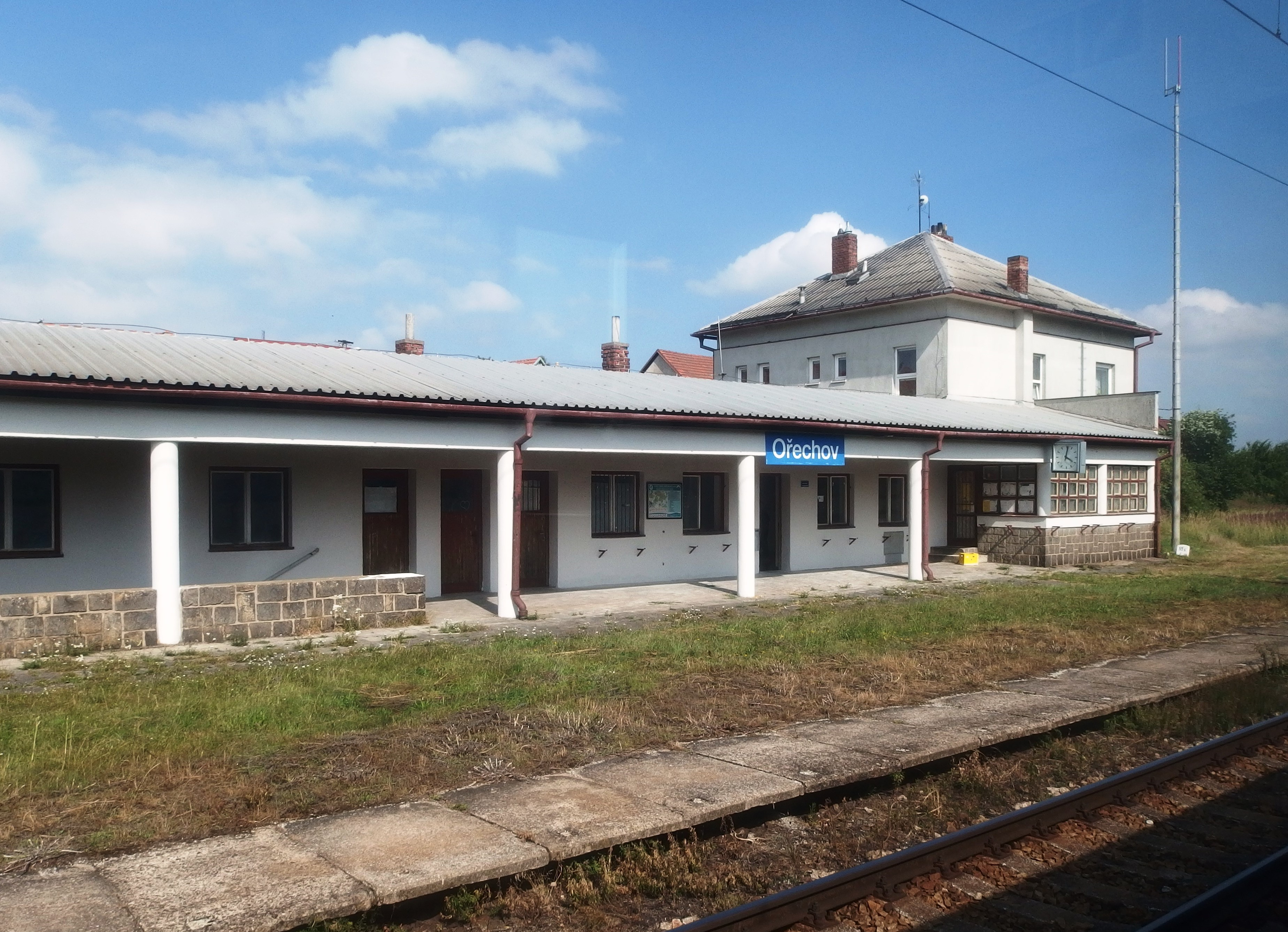
železniční stanice
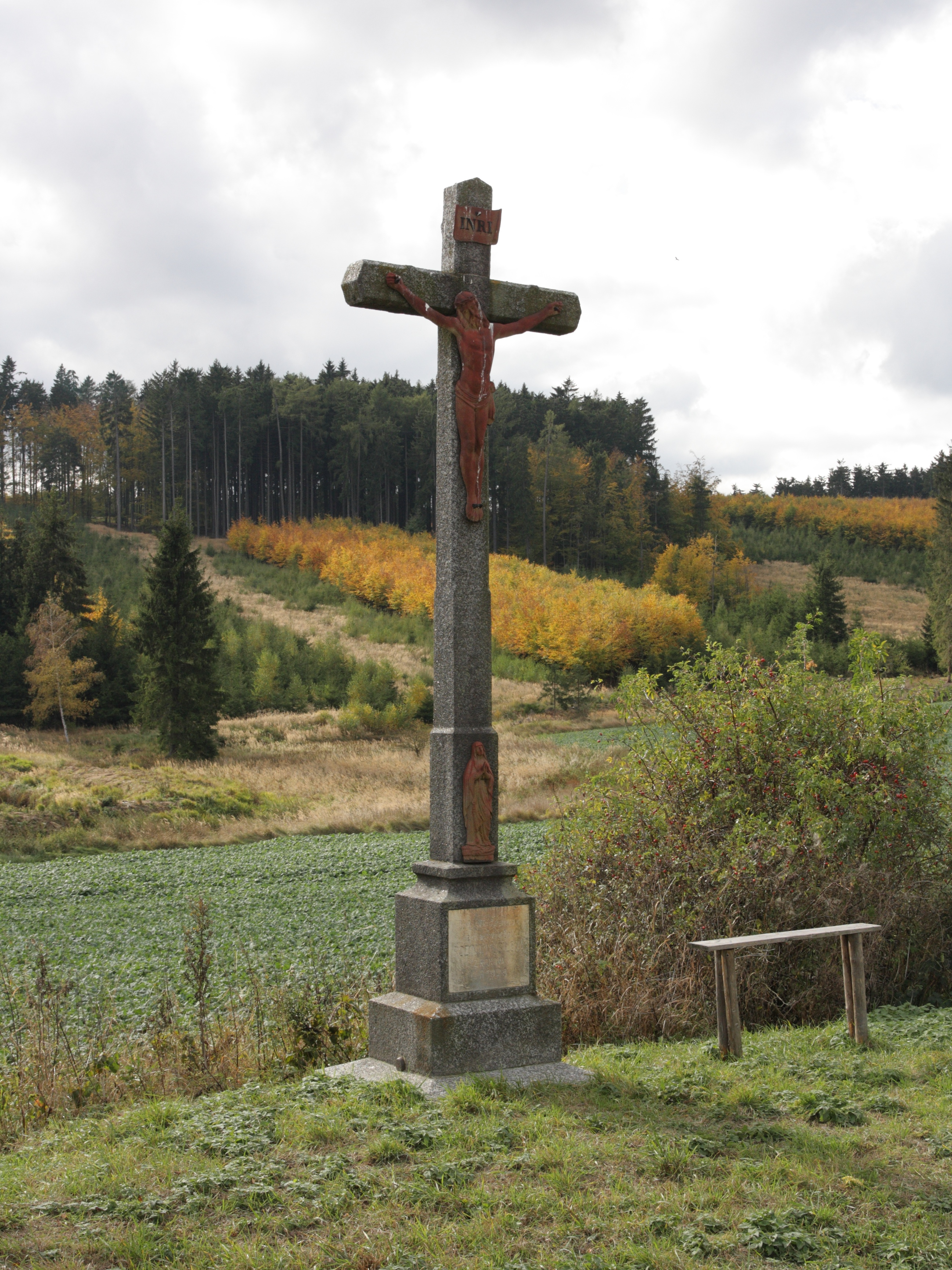
kříž Musilových